# Museumwoning de Kiefhoek
De Museumwoning de Kiefhoek is een museumwoning in Rotterdam-Zuid in de woonwijk De Kiefhoek. Het adres is Hendrik Idoplein 2.
Met deze in 1925-1930 door architect J.J.P. Oud ontworpen wijk vestigde hij zijn reputatie als moderne architect. Een maximale woonruimte is gecreëerd met gebruikmaking van een functionalistisch stedenbouwkundige indeling en een uitgekiende woningplattegrond.
In de modelwoning kunnen bezoekers de uitrusting, afmetingen en inrichting van een oorspronkelijke woning in de Kiefhoek bezichtigen.
De Kiefhoek is een woningencomplex van oorspronkelijk 298 eengezinswoningen en diverse centrale voorzieningen (o.a. winkels, waterstokerij), gebouwd volgens de principes van het nieuwe bouwen. In de woningen werd gebruikgemaakt van een gestandaardiseerde plattegrond, hetgeen een der overwegingen van de architect weerspiegelt, namelijk het seriematig ontwerpen en bouwen van woningen.